# Kulan

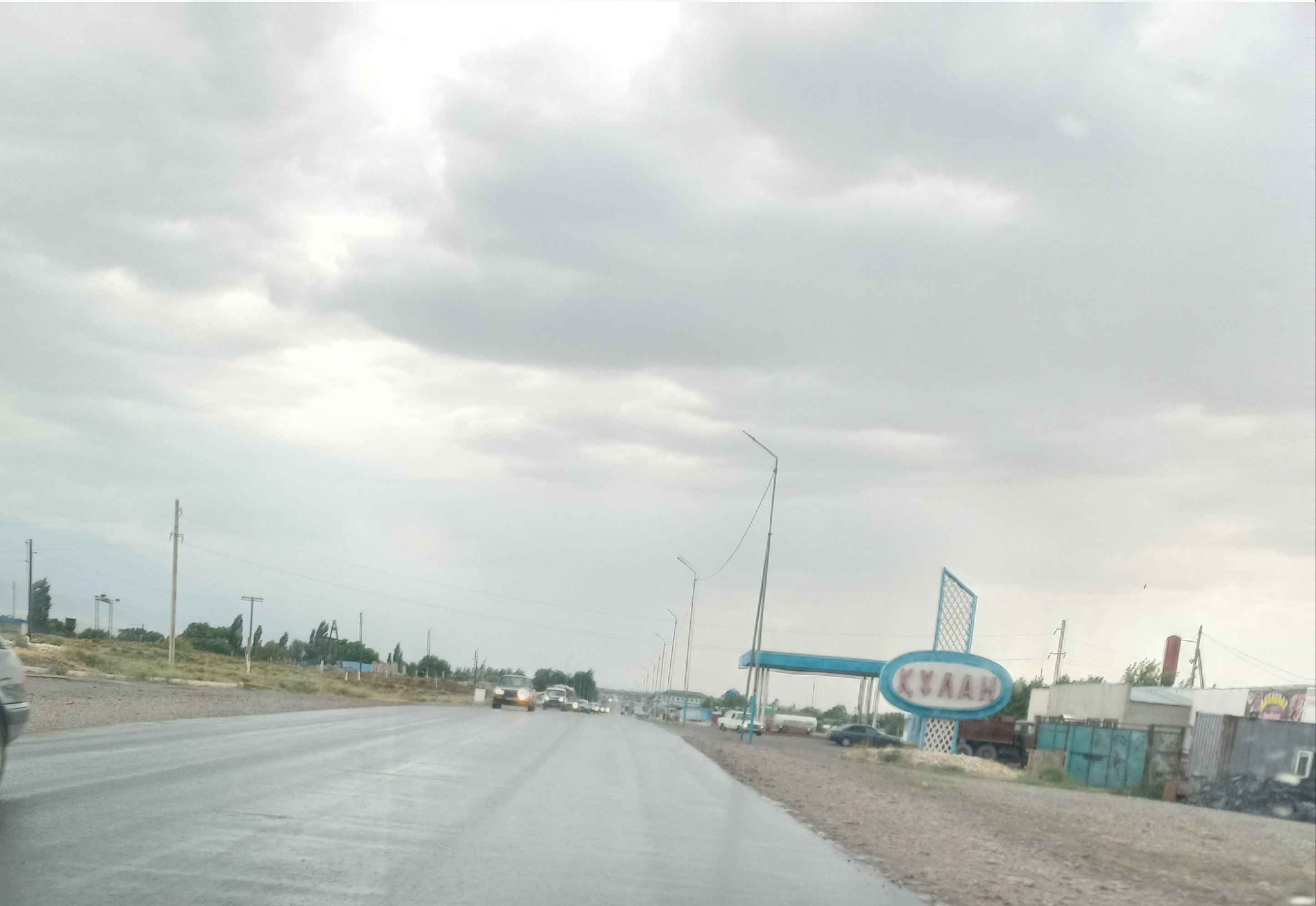

Kulan (kazakh : Құлан, Qulan), nommé Lugovoe (russe : Луговое) jusqu'en 1992, est une petite ville qui est aussi le centre administratif du district de Turar Ryskulov de la région de Jambyl au Kazakhstan.

## Géographie
Le village de Kulan est situé à 120 km à l'est de Taraz, sur les contreforts de la crête kirghize, au sud du pays. L'ancienne colonie de Kulan est située à la périphérie est et nord-est du village moderne.

## Transports
La gare de Kulan est située le long de la route qui relie Taraz, Bichkek et Shu.

## Histoire
L'histoire du village commence avec la construction d'une voie ferrée. Jusqu'en 1992, ce village s'appelle Lugovoye. Afin de rationaliser la dénomination des unités administratives-territoriales et la relance de la toponymie nationale, conformément aux représentations des Conseils locaux des députés du peuple et sur la base de la conclusion de la Commission onomastique d'État, le Présidium du Conseil suprême du La République du Kazakhstan décide de renommer le village de Lugovoye, le centre administratif du district de Lugovsk, en village de Kulan.
Un tremblement de terre dont l'épicentre est près de Kulan frappe la région le 23 mai 2003, faisant 3 morts et 26 blessés. Les dommages économiques causés par le séisme ont été estimés à environ 120 millions de dollars.

## Population
En 1999, la population du village était de 12 294 personnes (5952 hommes et 6342 femmes). Selon le recensement de 2009, la population du village était de 15 380 habitants (7 544 hommes et 7 836 femmes).
Début 2019, la population du village était de 13 592 personnes (7037 hommes et 6555 femmes).

## Économie
De nombreuses organisations et entreprises de Kulan ont été fondées durant la période post-soviétique. En 1998, l'usine de réparation mécanique Kulanskiy LLP a été fondée. C'est la principale entreprise locale. Depuis sa création, l'usine, en plus de machines et d'équipements, a produit des objets métalliques finis et des structures en acier pour la construction. 
La principale entreprise de l'industrie alimentaire est la crèmerie de Lugovskoy, qui fabrique des produits laitiers fermentés, beurre, lait, de la crème, et du fromage. Il existe des entreprises produisant de la farine et des produits céréaliers, des produits contenant de l'amidon.
Dans le domaine de l'industrie du vêtement, l'usine de tissage de Lugovsk fonctionne depuis 1999. La société est engagée dans la production de divers vêtements et accessoires.
Les organisations agricoles du village de Kulan sont engagées dans la production végétale et animale. Dans le village de Kulan, ils fournissent des services financiers, comptables, juridiques, publicitaires et immobiliers. Certains d'entre eux offrent des services de construction et de rénovation, ainsi que le transport routier. Les ventes en gros et au détail de carburant sont effectuées.  .

## Personnalités célèbres liées à la localité
Les célèbres boxeurs ukrainiens Vladimir Klichko et Vitaliy Klichko ont vécu et étudié dans une école de Kulan lorsqu'ils étaient enfants.

## Galerie

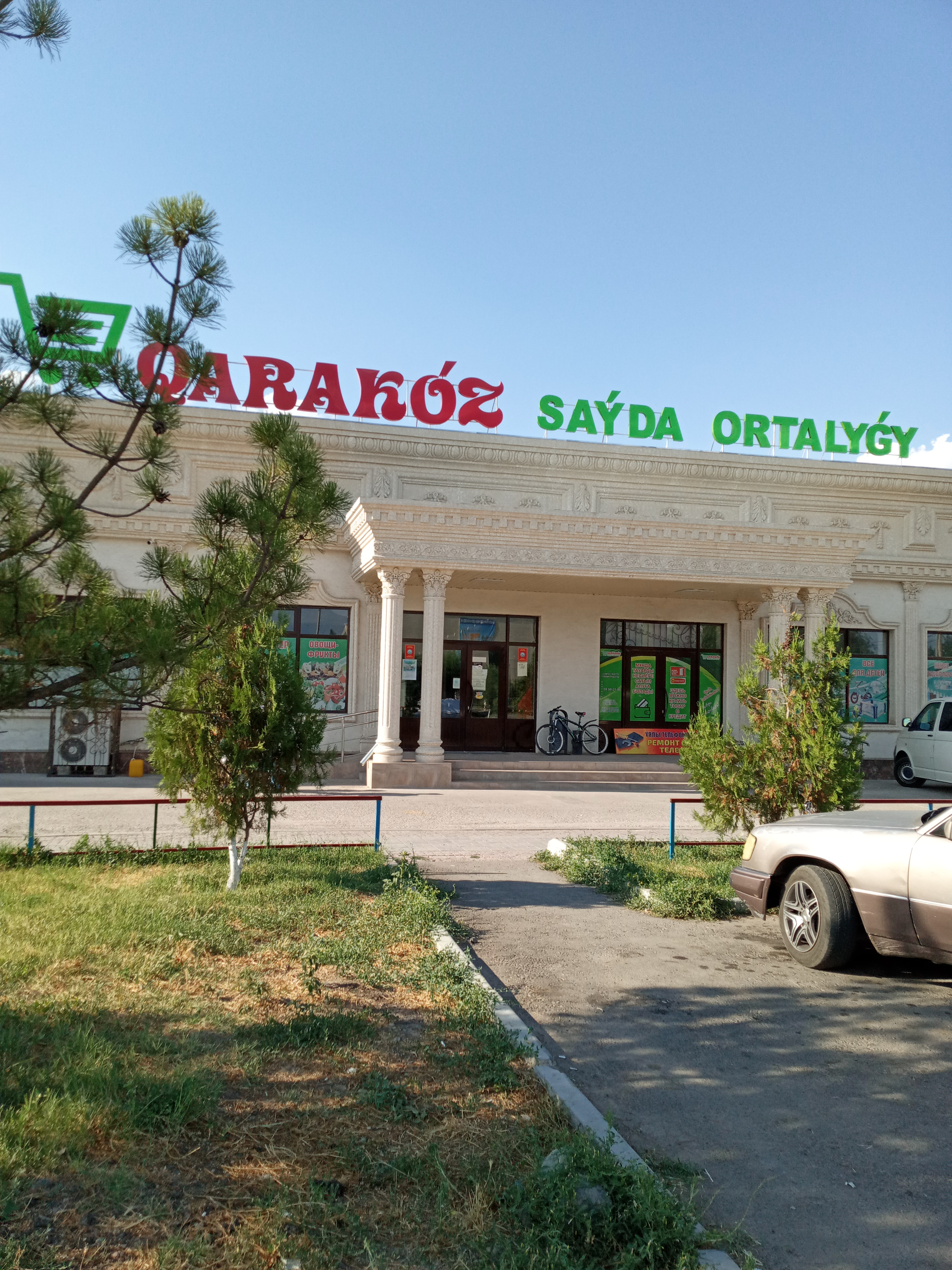
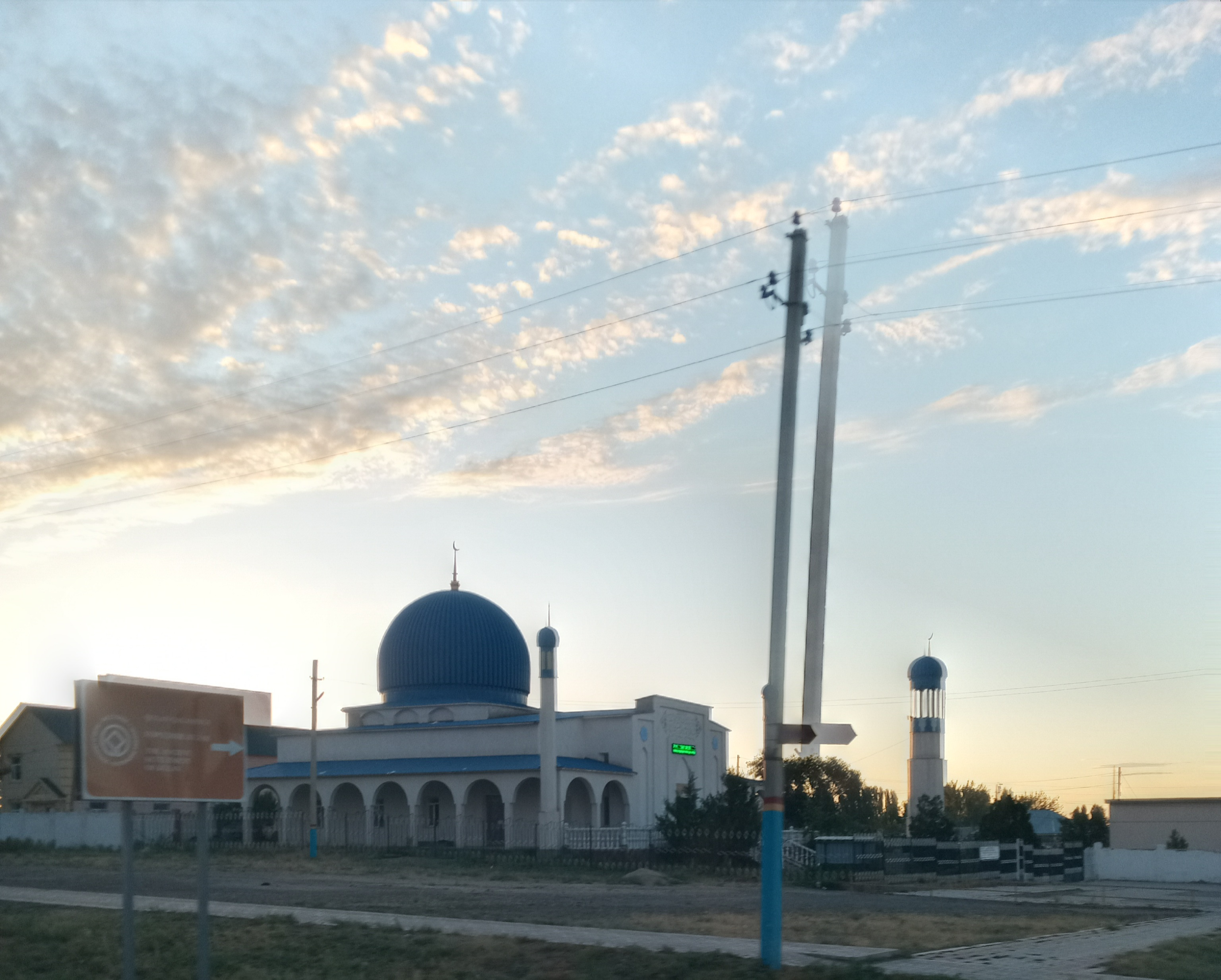